# Pédoncule cérébral
Ne doit pas être confondu avec Pédoncule cérébelleux.
Le pédoncule cérébral est la région du système nerveux central, appartenant à l'encéphale situé dans le crâne, se présentant sous la forme d'un cordon volumineux constitué de substance blanche et situé de façon paire et symétrique en avant du mésencéphale.

## Description
Le pédoncule cérébral est situé à la partie haute du tronc cérébral lui-même au-dessus de la moelle épinière. Cette région du système nerveux central constitue le lieu privilégié de passage des voies reliant le cerveau au tronc cérébral lui-même et à la moelle épinière.
Le faisceau pyramidal responsable de la motricité est la principale voie qui passe par les pédoncules cérébraux.
Le mésencéphale est la partie moyenne de l'encéphale, étroite et située au-dessus du pont, région proéminente du tronc cérébral (qui fait suite à la moelle épinière au-dessus d'elle) située entre le mésencéphale et la moelle allongée (bulbe rachidien).

Le locus niger (substantia nigra) de Soemmering est une lame de substance grise qui est située à l'intérieur du pédoncule cérébral, entre sa base et sa calotte. Des neurones qui permettent la régulation des mouvements automatiques entrent dans sa constitution.
La tractotomie pédonculaire spinothalamique désigne la section du faisceau transportant les sensibilités liées à la température et à la douleur, à l'intérieur du pédoncule cérébral.

## Sources, notes et références
Encyclopédie Vulgaris Médical : Pédoncule cérébral
http://sante-medecine.commentcamarche.net/faq/12406-encephale-definition